# Bahnhof Niebüll
Nibøl Station (tysk: Bahnhof Niebüll) er en tysk jernbanestation i byen Nibøl i delstaten Slesvig-Holsten i Tyskland.
Stationen ligger på Marskbanen, der løber på langs gennem det vestlige Slesvig-Holsten fra Elmshorn til henholdsvis Vesterland på øen Sild og Tønder i Danmark. Den er desuden udgangspunkt for Nibøl-Dagebøl-banen, der forbinder Nibøl med færgeterminalen i Dagebøl, hvorfra færgerne sejler til øerne Amrum, Før og halligerne.

## Togforbindelser
Niebüll
| Foregående station      |  | Deutsche Bahn                                                                                           |  | Efterfølgende station                                                                                |
| ----------------------- |  | --- |  | --- |
| WesterlandEndestation   |  | IC 26 Binz / Vesterland - Hamborg - Karlsruhe / Koblenz / Passau / Oberstdorf / BerchtesgadenWesterland |  | Husummod Karlsruhe Hbf, Koblenz, Passau Hbf, Oberstdorf, Berchtesgaden Hbf eller Schwarzach-St. Veit |
| WesterlandEndestation   |  | IC/EC 27 Binz / Vesterland / Stettin - Berlin - Brno - Wien / BudapestWesterland                        |  | Husummod Wien Meidling eller Budapest Keleti pu                                                      |
| WesterlandEndestation   |  | IC/EC 30 Vesterland - Hamborg - Mannheim - Stuttgart / ChurWesterland                                   |  | Husummod Chur eller Stuttgart Hbf                                                                    |
| Foregående station      |  | Arriva                                                                                                  |  | Efterfølgende station                                                                                |
| Uphusummod Esbjerg      |  | Esbjerg - Tønder - Nibøl                                                                                |  | Endestation                                                                                          |
| Foregående station      |  | Nord-Ostsee-Bahn                                                                                        |  | Efterfølgende station                                                                                |
| Klanxbüllmod Westerland |  | Vesterland - Hamborg                                                                                    |  | Langenhornmod Hamburg-Altona                                                                         |
| Foregående station      |  | neg |  | Efterfølgende station                                                                                |
| Endestation             |  | Niebüll - Dagebøl                                                                                       |  | Niebüll NEGmod Dagebüll Mole                                                                         |